# إيل وفيلان (إقليم فرنسي)

موقع اقليم إيل وفيلان

إيل وفيلان (بالفرنسية:Ille-et-Vilaine) هو إقليم فرنسي، يقع في منطقة بريتاني في شمال غرب فرنسا.

## تاريخ الإقليم
إقليم إيل وفيلان هو واحد من الأقاليم الـ 83 التي تتشكل منها فرنسا، تم إنشاؤه أثناء الثورة الفرنسية يوم 4 مارس 1790، أنشأ الإقليم على جزء من منطقة بريتاني.

## جغرافية الإقليم
يعتبر إقليم إيل وفيلان جزء من منطقة بريتاني، ويحدها إقليم المانش (بالفرنسية:Manche) إلى الشمال الشرقي، وماين (بالفرنسية:Mayenne) إلى الشرق، ولاية ماين ولوار (بالفرنسية:Maine-et-Loire) إلى الجنوب الشرقي، لوار اتلانتيك (بالفرنسية:Loire-Atlantique) إلى الجنوب، موربيهان (بالفرنسية:Morbihan) إلى الغرب والجنوب، وكوتس دي أرمور (بالفرنسية:Côtes-d'Armor) إلى الغرب والشمال الغربي. كما القنال الانجليزى (يسمى المانش بالفرنسية) يحد الإقليم من الشمال.
يعد إقليم إيل وفيلان مرتفع نسبيا فوق مستوى سطح البحر، مع امتلاكه للعديد من التلال المتناثرة في جميع أجزاء الإقليم، ولكن الجزء المركزي للإقليم هو عبارة عن شبكة كثيفة من روافد نهر ايل (بالفرنسية:Ille) ونهر (بالفرنسية:Vilaine) حيث يصبان في حوض كبير يسمى حوض رين، وتغطي التلال المرتفعة المناطق المتاخمة لهذا الحوض وتحتوي على العديد من الغابات التي تستغل حاليا في إنتاج الخشب، كما أن الحوض نفسه يعد منطقة غنية بالزراعة.

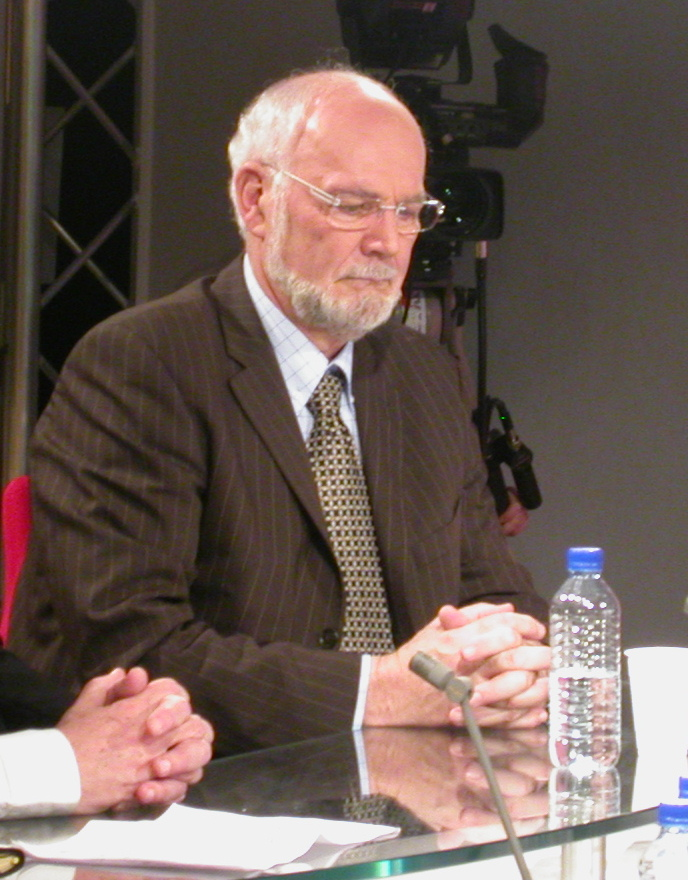
جان لوي تورين رئيس المجلس العام في الاقليم

## الكثافة السكانية في الإقليم
شهد إقليم إيل وفيلان ارتفعا في عدد السكان بسرعة كبيرة خلال العقود القليلة الماضية وقدرت 1098325 نسمة وفق تعداد شهر يناير عام 2021، ويعد الإقليم ذو كثافة سكانية كبيرة حيث بلغت الكثافة السكانية عام 2021 إلى 162.1 نسمة لكل كلم2.

## السياسة في الإقليم
رئيس المجلس العام في إقليم إيل وفيلان هو جان لوي تورين الاشتراكي منذ انتخابات الكانتونات الفرنسية عام 2004.
مدينة رين وضواحيها هي القاعدة الأساسية للنمو الاشتراكية السريع الذي يشهده الإقليم، وقد حكمت المدينة من قبل رؤساء البلديات الاشتراكيين منذ عام 1977 وحتى الآن، ولا سيما من قبل ادمون هيرفيه بين عامي 1977 و2008، ومنذ ذلك الحين ساعد الحزب الاشتراكي على نمو ضواحي الطبقة المتوسطة في المدينة، الذين كانوا يتقدمون بسرعة وبقوة في المناطق اليمينية السابقة.